# Cristoforo Magnanini
Cristoforo Magnanini, detto anche de Magnaninis o Magnacurio, o Cristoforo II Magnavino (... – prima del maggio 1520), è stato un vescovo cattolico italiano.

## Biografia
Di Cristoforo Magnanini vi sono poche informazioni, sia circa le sue origini sia il suo percorso di studio. La presenza è indicata quale vescovo di Polignano, ordinato il 7 febbraio 1508, da papa Giulio II, periodo in cui il territorio era sotto la dominazione veneziana. 
Durante il suo vescovado, il 31 luglio 1513, consacrò l'antica chiesa di Santa Maria Assunta di origine normanna. L'edificio di culto era stato consacrato già nel 1295 dal vescovo Guglielmo I. La chiesa fu oggetto di una seconda consacrazione da parte del vescovo Magnanini, conseguente ai lavori di rifacimento cinquecenteschi che avevano portato alla creazione della nuova cappella dedicata alla natività, che conserva la scultura del 1503 di Stefano da Putignano. La chiesa ospitava il polittico Madonna col Bambino e santi opera del veneziano Bartolomeo Vivarini che aveva lavorato in territorio bergamasco. Questo non è sufficiente per spiegare la sua presenza in territorio pugliese.
Il presule si allontanò da Polignano per motivi bellici che lo obbligarono a un lungo periodo di esilio, che fu probabilmente sospeso essendo registrata la sua presenza sul territorio della diocesi, il 31 luglio 1513, quando consacrò, oltre che la chiesa sede vescovile, anche la basilica concattedrale di Maria Santissima della Madia che era stata oggetto di un grande rifacimento. Fu importante la sua presenza durante l'insediamento cristiano della località di Grottole che godeva dei benefici di un importante personaggio del luogo: Valentino Marigliano. In qualità di vescovo di Polignano fu presente al Concilio Lateranense V negli anni dal 1515 al 1517, convocato dal papa che lo aveva ordinato vescovo, papa Giulio II.
Molto più documentato il suo periodo a Nembro, nella qualifica di arciprete della chiesa arcipresbiterale plebana di San Martino vescovo che intercorse tra il 1510 e il 1520. Durante il decennio risulta essere attiva la sua presenza: nel 1511 firmò il contratto con la famiglia Vitalba che aveva edificato il santuario della Madonna dello Zuccarello perché continuasse a goderne del giuspatronato.
Neppure la sua data di morte è certa, sicuramente precedente il maggio del 1520 quando risulta essere presente in qualità di arciprete della chiesa nembrese un altro prelato: Gasparo Boselli. Secondo lo storico Giuseppe Ronchetti la sua salma fu posta nella chiesa di San Martino.

Ronchetti, storico bergamasco e arciprete di Nembro tre secoli dopo lasciò scritto: 
Simile testo è inserito anche nelle Memorie Istoriche… di Ronchetti.
L'amministrazione comunale di Nembro gli ha dedicato una via.